# Liski (powiat bartoszycki)
Liski (do 1945 r. niem. Liesken) – osada w Polsce położona w województwie warmińsko-mazurskim, w powiecie bartoszyckim, w gminie Sępopol. W latach 1975–1998 miejscowość należała administracyjnie do województwa olsztyńskiego.
W miejscowości działało Państwowe Gospodarstwo Rolne – Stadnina Koni Liski. Po przekształceniu, w roku 1994 jako Stadnina Koni Skarbu Państwa Liski, a następnie jako Stadnina Koni Liski Sp. z o.o..
Obecnie stadnina zajmuje obszar 2 300 ha i prowadzi także hodowlę bydła mlecznego oraz hodowlę bydła mięsnego. Stado podstawowe krów liczy 250 sztuk. Liczba klaczy w stadzie podstawowym wynosi 100 sztuk.

## Historia
Wieś pruska wzmiankowana w dokumentach z 1414 r., przy okazji spisywania strat po wojnie polsko-krzyżackiej. W 1425 wieś nadano Lieskewangom, rodowi pruskiemu, od których wzięła wieś nazwę. Majątek szlachecki powstał na 24 włókach. Wieś pozostawała w posiadaniu Lieskewangów do 1725 roku. Później przeszła w posiadanie rodu von Kunheim, a w 1740 wieś przejął skarb państwa i utworzył stadninę koni wojskowych.
W 1889 r. Liski wraz z folwarkiem Domarady i Zawiersze obejmowały obszar 1208 ha. W Liskach mieściła się w tym czasie ciągle stadnina koni wojskowych.
Szkoła we wsi powstała w 1720 r. W 1935 r. pracowało w niej dwóch nauczycieli i uczyło się 116 dzieci. W 1939 r. we wsi było 561 mieszkańców.
W 1945 r. Liski były siedzibą gminy, później siedzibę przeniesiono do Domarad, a w 1946 gminę zlikwidowano. W 1947 r. utworzono w Liskach stadninę koni, której organizatorem i pierwszym dyrektorem był Michał Andrzejewski. W 1947 r. do stadniny należały Liski, Judyty i Domarady, a od lutego 1948 roku także Park, Gulkajmy, Przewarszyty i Zawiersze. W tym czasie stadnina gospodarowała na 2234,8 ha ziemi, z której 2087,1 ha stanowiły użytki rolne. Jako materiał wyjściowy do prowadzenia hodowli koni rasy wielkopolskiej użyto rodzimych na tych terenach koni trakeńskich i wschodniopruskich (w większości z pełnymi rodowodami).
W 1951 r. dyrektorem stadniny został Jacek Pacyński. Duże zasługi dla rozwoju jeździectwa w Liskach położyli także: Ludwik Stawiński (od 1950 zastępca dyrektora), Zdzisław Pastuła (starszy zootechnik). W 1960 r., na Igrzyskach Olimpijskich w Rzymie w konkurencji WKKW, startowały trzy konie wyhodowane w stadninie w Liskach. Przez wiele lat Stadnina Koni w Liskach była największą stadniną w Polsce, np. do 1976 r. stado podstawowe klaczy liczyło 180 sztuk. W latach 60. XX wieku wzniesiono nowy budynek szkoły.
W 1983 r. we wsi były 22 domy z 72 osobnymi mieszkaniami i 449 mieszkańcami. W tym okresie we wsi była szkoła podstawowa, świetlica, klub, biblioteka, sala kinowa na 100 miejsc, punkt weterynaryjny oraz sklep wielobranżowy.

## Ludzie związani z miejscowością
- dr Jacek Pacyński, wieloletni dyrektor stadniny koni. W Liskach powstała jego rozprawa doktorska pt. Analiza metod hodowlanych w elitarnej hodowli koni mazurskich na przykładzie SK Liski, obroniona w 1969 r. w ówczesnej Wyższej Szkole Rolniczej w Poznaniu. Dr Pacyński położył duże zasługi w hodowli koni rasy Wielkopolskiej oraz razy mazurskiej. Zmarł 22 1975 r. w Olsztynie.